# 1991 RF14
1991 RF14 är en asteroid i huvudbältet som upptäcktes den 13 september 1991 av den amerikanske astronomen Henry E. Holt vid Palomarobservatoriet.
Asteroiden har en diameter på ungefär 5 kilometer.